# 21811 Барроуз
21811 Барроуз (21811 Burroughs) — астероїд головного поясу, відкритий 5 жовтня 1999 року.
Тіссеранів параметр щодо Юпітера — 3,184.